# Пуховский, Николай Фомич
Николай Фомич Пуховский (19 декабря 1901 года, д.  Бобровка, Томская губерния, Российская империя — умер после 1953 года,  СССР) — советский военачальник, полковник (19.05.1942).

## Биография
Родился 19 декабря 1901 года в деревне Бобровка, ныне в Томском районе Томской области. Русский.

### Военная служба

#### Первая мировая война и революция
В  апреле 1915 года добровольно поступил на военную службу в Томске и был направлен рядовым в 108-й Саратовский пехотный полк 27-й пехотной дивизии. В его составе воевал на Юго-Западном фронте. В феврале 1916 года был уволен в запас. Работал посыльным в Страховом обществе «Саламандра» в Томске, затем с апреля по сентябрь 1917 года был землекопом на Мурманской железной дороге, позже трудился в переселенческой аптеке.

#### Гражданская война
19 мая 1920 года добровольно вступил в РККА и был зачислен курсантом 2-х Сибирских пехотных курсов, переформированных затем в 25-ю Томскую пехотную школу. Во время учебы одновременно являлся командиром отделения и помощником командира взвода курсантов.

#### Межвоенные годы
15 сентября 1923 года окончил школу и был направлен во 2-й Нерчинский стрелковый полк 1-й Тихоокеанской стрелковой дивизии, где проходил службу помощником командира взвода, командиром взвода и помощником начальника полковой школы. С октября 1926 года по ноябрь 1927 года находился на курсах «Выстрел», по возвращении в полк назначен начальником полковой школы. В 1929 года командиром батальона принимал участие в конфликте на КВЖД в районе Пограничной и в операции под Мишань-Фу. По выслуге лет на Дальнем Востоке в январе 1932 года Пуховский был переведен в ПриВО помощником начальника штаба 5-го отдельного территориального стрелкового полка (г. Пенза). В январе 1935 года назначен на должность начальника 1-й части штаба 4-го отдельного территориального стрелкового полка в Уфе. С февраля 1937 года был помощником начальника 1-й части штаба 98-й стрелковой дивизии в городе Стерлитамак, с июля — врид командира 294-го горнострелкового полка. Член ВКП(б) с 1937 года. С октября 1937 года по апрель 1938 года исполнял должность начальника штаба 82-й стрелковой дивизии в Перми, затем был переведен на ту же должность в 98-ю стрелковую дивизию. С 20 мая 1938 года временно командовал 293-м стрелковым полком. В августе майор  Пуховский был назначен начальником учебной части КУКС запаса УрВО. С ноября 1939 года командовал батальоном курсантов в Гомельском (Калинковичском) пехотном училище, затем в сентябре 1940 года назначен инспектором 5-го отдела Управления вузов Красной армии. Одновременно он учился на заочном факультете Военной академии РККА им. М. В. Фрунзе.

#### Великая Отечественная война
В  августе 1941 года подполковник  Пуховский был назначен начальником штаба 331-й Брянской пролетарской стрелковой дивизии ОрВО, формировавшейся в городе Мичуринск Тамбовской области. 1 ноября дивизия вошла в состав 26-й армии резерва ВГК и дислоцировалась в городе Алатырь Чувашской АССР. В начале декабря она была переброшена на Западный фронт в 20-ю армию и в ее составе участвовала в контрнаступлении под Москвой, в Клинско-Солнечногорской наступательной операции. 12 декабря ее части освободили город Солнечногорск, а 20 декабря — город Волоколамск. В январе 1942 года в ходе Ржевско-Вяземской наступательной операции дивизия вела наступление в направлении Шаховская, дер. Середа (северо-восточнее Гжатска) и далее совместно с 1-й танковой бригадой генерала М. Е. Катукова южнее Погорелого Городища на Карманово. С выходом к дер. Середа в конце января ее части перешли к обороне. Как начальник штаба дивизии  Пуховский проявил себя с самой лучшей стороны. 
В феврале 1942 года Пуховский был выдвинут на должность командира отдельной стрелковой бригады. 26 февраля он был откомандирован в УрВО на должность командира 201-й курсантской стрелковой бригады в городе Свердловск. Однако формирование бригады не состоялось. В апреле подполковник  Пуховский был прикомандирован к курсам «Выстрел», затем в том же месяце назначен командиром 4-й истребительно-противотанковой бригады. Формировал ее в посёлке Кузьминки под Москвой. В середине июня бригада убыла на Брянский фронт в район Плавска, где вошла во 2-ю истребительную дивизию. В ее составе она прикрывала направление Чернь — ст. Горбачи. В ночь на 27 июня бригада в составе дивизии передислоцирована под ст. Касторная, где вступила в тяжелые оборонительные бои. В ходе их она была окружена, после чего прорывалась в направлении Урицкое. Полковник  Пуховский сумел вывести бригаду в район Тербуны 2-е на участке 7-го кавалерийского корпуса. За организацию вывода бригады из окружения он был награжден орденом Красного Знамени. После выхода из окружения бригада в составе 38-й армии участвовала в наступлении из района Ломово на Землянск. В начале зимнего наступления 1943 года она вошла в состав оперативной группы Брянского фронта, а после ее расформирования перешла к обороне южнее Кромы. С апреля бригада находилась в резерве командующего артиллерией Центрального фронта. В ходе Курской битвы с 7 июля она вступила в бои западнее ст. Поныри, действовала во взаимодействии со 162-й стрелковой дивизией 70-й армии, затем в составе 211-й и 140-й стрелковых дивизий и 7-го гвардейского механизированного корпуса. За успешные боевые действия бригада была награждена орденом Красного Знамени.  
С 19 ноября 1943 года полковник  Пуховский был допущен к командованию 362-й стрелковой Краснознаменной дивизией Белорусского фронта. В начале января 1944 года ее части в составе 80-го стрелкового корпуса 3-й армии вели бои по ликвидации плацдармов противника на левом берегу Днепра в районе Нового и Старого Быхова. В середине января  Пуховский переведен на должность командира 283-й стрелковой дивизии. В феврале дивизия участвовала в Рогачевско-Жлобинской наступательной операции, наступая севернее Рогачева. С выходом на рубеж реки Езва она перешла к обороне. В мае 1944 года, с прибытием из госпиталя прежнего командира дивизии полковника В. А. Коновалова, полковник  Пуховский убыл в распоряжение отдела кадров 1-го Белорусского фронта. В августе он был назначен заместителем командира 247-й стрелковой Рославльской дивизии и в этой должности воевал до конца войны. С января 1945 года дивизия в составе 69-й армии участвовала в Висло-Одерской, Варшавско-Познанской наступательных операциях. Ее части с Висленского плацдарма в районе Казимежа (восточнее Люблина) наступали в направлении Радом, Лодзь, Лебус (севернее Франкфурта-на-Одере). С апреля 1945 года части дивизии участвовали в Берлинской наступательной операции, штурме Зееловских высот и  Бранденбургско — Ратеновской операции. Боевые действия дивизия закончила  в мае 1945 года в районе города Магдебург на реке Эльба. 
8 мая  1945 года за  боевые отличия на заключительном этапе войны  полковник  Пуховский был представлен к званию Герой Советского Союза, но  награждён орденом Красного Знамени.

#### Послевоенное время
В июне 1945 года дивизия была расформирована, а  Пуховский назначен заместителем командира 102-й гвардейской стрелковой Новгородско-Померанской Краснознаменной орденов Суворова и Красной Звезды дивизии ГСОВГ (с февраля 1946 года — в составе МВО), переформированной в июле 1946 года в 11-ю отдельную гвардейскую стрелковую бригаду. После расформирования бригады с марта 1947 года состоял в распоряжении Военного совета округа. В мае того же года он назначен в Управление боевой и физической подготовки МВО, где занимал должности начальника 3-го и 2-го отделов. С декабря 1948 года по февраль 1950 года находился на курсах усовершенствования командиров стрелковых дивизий при Военной академии им. М. В. Фрунзе. По окончании их направлен заместителем начальника отдела боевой и физической подготовки Таврического ВО. 18 сентября 1953 года гвардии полковник Пуховский уволен в запас.

## Награды
- орден Ленина (06.11.1945)[6][7]
- четыре ордена Красного Знамени (11.06.1943[8], 03.11.1944[9][7], 03.06.1945[10], 17.05.1951[7])
- орден Кутузова II степени (06.04.1945)[11]
- орден Отечественной войны I степени (31.08.1943)[12]
- орден Красной Звезды (12.04.1942)[13]
  - медали в том числе:
  - «За оборону Москвы» (04.12.1944)[14]
  - «За победу над Германией в Великой Отечественной войне 1941—1945 гг.» (1945)[15]
  - «За взятие Берлина» (1945)
  - «За освобождение Варшавы» (1945)